# Tako rzecze… Lem
Uzasadnienie: Ta sama ksiazka, dwie edycje pod roznymi nazwami, druga wzbogacona, ale to dalej jest ta sama ksiazka
Tako rzecze... Lem. Ze Stanisławem Lemem rozmawia Stanisław Bereś – obszerny wywiad ze Stanisławem Lemem, który przeprowadził krytyk i historyk literatury Stanisław Bereś pomiędzy listopadem 1981 a sierpniem 1982 oraz we wrześniu i grudniu 2001, wydany po raz pierwszy przez Wydawnictwo Literackie w 2002 roku. Książka zawiera również przedmowę napisaną przez Stanisława Beresia, notę wydawniczą oraz indeks nazwisk występujących w tekście.
Jest to pozbawiona ingerencji cenzury i poprawiona wersja książki Rozmowy ze Stanisławem Lemem wydanej w 1987 w tym samym wydawnictwie, uzupełniona o 3 nowe rozdziały, w których Lem weryfikuje swoje opinie sprzed 20 lat i komentuje aktualne zagadnienia cywilizacyjne, kulturalne, polityczne i naukowe na przełomie wieków.

## Spis rozdziałów
- Czas nieutracony
- W pajęczej sieci
- Golem
- Rozczarowania filmowe
- Gusta i dysgusta
- Księga skarg i wniosków
- W cywilizacyjnej jamie
- Czarna bezwyjściowość sytuacji (usunięty przez cenzurę w wydaniu z 1987 roku)
- Wyjaśniać świat
- Pasja filozofowania

Nowe rozmowy:
- Lube czasy
- Wizja lokalna
- Summa, czyli panta rhei